# قرى الكراسي
قرى الكراسي هي مجموعة قرى في فلسطين ضمت 24 قرية خلال القرنين الثامن عشر والتاسع عشر حيث كان يحكمها مشايخ من العائلات القوية، ومن أبرزها مشيخة جمّاعين في نابلس، وكانت تتمتع بسلطة من الدولة العثمانية حيث كانت تجمع الضرائب نيابة عنها واستطاع شيوخ القرى حيازة القوّة والثروة وتجلى ذلك في عمارة قصورهمكانت قرى الكراسي المركز الإداري للعشيرة المهيمنة في المنطقة، وكانت بعضها أيضًا مراكز فرعية لمختلف الطرق الصوفية، وخاصة القادرية. حافظت العشائر الرائدة في المنطقة على علاقاتها مع العشائر الأخرى من خلال شبكات المحسوبية والتحالفات، وكانت لها علاقات مماثلة مع العشائر التجارية الحضرية.
اختلفت أحجام المشايخ من قرية إلى أخرى، حيث أن البعض منها قد ضم أكثر من 40 قرية كمشيخة جماعين في نابلس، ومشيخة بني حارث غرب رام الله والتي حكمت 11 قرية. تمتع الشيخ بمكانة سياسية واجتماعية، وتولى جمع الضرائب حيث كان عليهم جمع الضرائب من المزارعين والتجار بالنيابة عن السلطة العثمانية، وتوفير الأمن للسكان، وتوفير العساكر للدولة العثمانية ما إن احتاجت ذلك، نظراً لأن المنطقة الفلسطينية تتواجد فيها قوات عسكرية منظمة، مما أكسب المشايخ القوة والثروة، وانعكس على طريقة معيشتهم وعمارة قصورهم وقراهم.

## التاريخ
لعبت قرى الكراسي دورًا رئيسيًا في الحفاظ على استقلال المنطقة عن الحكم العثماني المباشر طوال معظم القرنين الثامن عشر والتاسع عشر. كانت قرية صانور المحصنة التي بناها آل جرار، بمثابة العقبة الرئيسية أمام محاولات حكام عكا وصيدا ودمشق لتوسيع سلطتهم إلى المرتفعات الوسطى في فلسطين، وخاصة جبل نابلسردًا على حصار نابليون لعكا في عام 1799، أرسلت العشائر الحاكمة في قرى العرش قوات لمواجهة الغزو الفرنسيكما انضمت قرى العرش إلى قواها أثناء ثورة 1834 ضد أوامر التجنيد التي أصدرها محمد علي باشا في مصر.
خلال النصف الثاني من القرن التاسع عشر، جلبت الإصلاحات العثمانية تغييرات في الإدارة السياسية لمنطقة المرتفعات، مع تحول اعتماد السلطات العثمانية المركزية في حكم المنطقة إلى الوجهاء الحضريين والمختارين المعينين الذين أُطلق عليهم زعماء القرى الفردية، وقد أدى هذا إلى فقدان شيوخ الريف لسلطتهم واختفاء نفوذ قراهم العرش تقريبًا بحلول بداية القرن العشرينوفي نهاية المطاف، استند شيوخ العشائر الريفية المالكة للأراضي إلى العنف أو التهديد به في سلطتهم، ومع ذلك نادراً ما تم استخدام القوة بسبب متانة شبكات المحسوبية، حيث كان الشيوخ يعرضون على الفلاحين المحليين الحماية مقابل الولاء، وقد عملت هذه الشبكة على زيادة قوة الشيوخ، الذين أصبحوا قادرين على تقييد طرق التجارة المحلية والإقليمية بشكل فعال بفضل قدرتهم على تعبئة الميليشيات الفلاحية. كما تم تعزيز ولائهم للفلاحين بسبب وجود أقارب في القرى الأصغر، والزواج المختلط مع العشائر الفلاحية الكبيرة، ودور الشيوخ كمحكمين في النزاعات أو منفذين للقانون العرفي.
انتهت فكرة قرى الكراسي مع دخول الاحتلال الإسرائيلي إلى فلسطين في بدايات القرن العشرين، وانهيار الدولة العثمانية، ونشوب الحركات والتنظيمات السياسية الفلسطينية واندلاع الثورات.

### الحكم
حُكمت قرى الكراسي في فلسطين بطريقيتن، كان يتم توريث الحكم من الأب لأبنه أحياناً، وأحيان أخرى كانت تتم عن طريق الصراعات والخلافات بين العشائر المختفلة بين أبناء العشيرة نفسها.

### الترميم
شهدت قرى الكراسي إهمالاً كبيراً نظرأص لهجرة سكانها للخارج إلى الدول الخليجية، أو الأمريكية، أو الهجرة إلى المدن كمدينة رام الله. سعت بعض المؤسسات والأفراد لإعادة ترميم وإحياء المدن القديمة في هذه القرى، كمؤسسة رواق الفلسطنة التي عملت على ذلك من ضمن مشروع الخمسين قرية الذي ركز رواق على تنفيذه منذ عام 2007. أدرجت قرى الكراسي أخيرا على قائمة التراث الإسلامي لمنظمة العالم الإسلامي للتربية والعلوم والثقافة الإيسيسكو.

## العمارة
تحتوي كل قرية عرش على قصر يشبه القلعة حيث يقيم الشيخ المحلي، تأثرت هندسة القصر بأسلوب بناء المراكز الحضرية على عكس الهندسة المعمارية البسيطة لمنازل الفلاحين، وكان هذا انعكاسًا للعلاقة الوثيقة بين شيوخ الريف وأعيان الحضر.
تعكس عمارة قرى الكراسي الدور الاجتماعي والسياسي الذي لعبته القيادة السياسية المحلية للشيوخ في تلك الفترة، فقد تميزت كمقرات المقاطعات للزعماء المحليين بطرازها، المعماري، واتسمت بحجمها وتنظيمها المكاني. حُدد النظام الإقطاعي في المرتفعات الوسطى بنهج مختلف اتبعته الحكومة العثمانية مع تراجع سلطتها السياسية المركزية وصعود سلطة حكام المدن والقيادات المحلية، ولعبت العائلات الكبيرة، الساعية إلى مزيد من السلطة، دورًا حاسمًا في هذا النظام. إضافة إلى ذلك، كانت صلة القرابة بين الشيوخ وثيقة، وكثيرًا ما كانوا يتحالفون مع وجهاء المدن، وأثّر هذا على أسلوب حياتهم إذ كانت قصورهم أقرب إلى العمارة الحضرية منها إلى العمارة الريفية، وكان أسلوبها مختلفًا تمامًا عن منازل الفلاحين.
وأثرت هذه العوامل على تشكيل واستخدام وتقسيم وظائف مساكن الشيوخ، فبرزت سمات معمارية هامة كأسلوب معماري دفاعي، وموقعها على قمم التلال محاطة بمنازل الفلاحين الصغيرة، والأسوار العالية المحصنة، والمداخل الرئيسية الضخمة والبوابات الخشبية المزخرفة، والفناء، والشرفات المفتوحة، وقاعة المدخل المنحنية على شكل حرف L والتي توفر أقصى قدر من الخصوصية لنساء عائلة الشيخ، على عكس نساء الفلاحين.

## قائمة قرى الكراسي
| القرية          | القلعة أو القصر    |  | المنطقة           | العشيرة         |
| --------------- | ------------------ |  | ----------------- | --------------- |
| أبو ديس         |                    |  | الوادية           | عريقات          |
| عبوين           | قصر سحويل          |  | بني زيد           | السحويل         |
| عرابة           | قصور آل عبد الهادي |  | بلاد الحارثة      | عبد الهادي      |
| بيت إكسا        | قلعة الخطيب        |  | جبل القدس         | الكسواني        |
| بيت عطاب        |                    |  | العرقوب           | اللحام          |
| بيت جبرين       |                    |  | جبل الخليل التحتا | العزة           |
| بيت وزن         | قصر آل القاسم      |  | جورة عمرة         | قاسم            |
| بيتا            |                    |  | مشاريق البيتاوي   | دويكات          |
| بيتونيا         |                    |  | جبل القدس         | البيتوني        |
| البيرة          |                    |  | جبل القدس         | البيراوي        |
| برقة            | قصر آل مسعود       |  | وادي الشعير       | البرقاوي والمري |
| دير غسانة       | قلعة الشيخ صالح    |  | بني زيد           | البرغوثي        |
| دير إبزيع       |                    |  | بني حارث          | الكراجة         |
| دير استيا       | قصور ديرإستيا      |  | جماعين            | قاسم            |
| دورا            |                    |  | جبل الخليل الفوقا | عمرو            |
| جبع             |                    |  | جبل سامي          | جرار            |
| جالود           |                    |  | مشاريق البيتاوي   | منصور           |
| جماعين          | قصر آل خليل        |  | جماعين            | قاسم وريان      |
| كفر مالك        |                    |  | بني سالم          | Al-Daykah       |
| كور             | قصر الجيوسي        |  | بني صعب           | الجيوسي         |
| مجدل يابا       |                    |  | جماعين            | الريان          |
| المزرعة الشرقية |                    |  | بني مرة           | العينسوية       |
| نعلين           | قصر الخواجا        |  | العرقوب           | الخواجا         |
| أبو غوش         |                    |  | بني مالك          | أبو غوش (قرية)  |
| راس كركر        | قصر آل سمحان       |  | بني حارث          | ابن سمحان       |
| صانور           | قلعة آل جرار       |  | شعراوية           | جرار (عائلة)    |
| سبسطية          | قصر الكايد         |  | وادي الشعير       | الكايد          |
| الولجة          |                    |  | بني حسن           | العبسية         |
| أبو غوش (قرية)  | قصور أبو غوش       |  |                   |                 |